# Machine Gun Kelly (gângster)
George Kelly Barnes (18 de julho de 1895 – 18 de julho de 1954), mais conhecido por seu pseudônimo "Machine Gun Kelly", foi um gângster americano de Memphis, no estado de Tennessee, ativo durante a era da Lei Seca. Seu apelido veio de sua arma favorita, uma submetralhadora Thompson. Ele é mais conhecido pelo sequestro do magnata do petróleo e empresário Charles F. Urschel em julho de 1933, do qual ele e sua gangue coletaram um resgate de US$200.000. Urschel coletou e deixou evidências consideráveis que ajudaram na investigação subsequente do FBI, que acabou levando à prisão de Kelly em Memphis, Tennessee, em 26 de setembro de 1933. Seus crimes também incluíram contrabandos e assaltos à mão armada.